# Ablation Valley
Das Ablaton Valley ist ein größtenteils eisfreies Tal, das unmittelbar südlich des Ablation Point an der Ostküste der Alexander-I.-Insel liegt und sich zum George-VI-Sund öffnet.
Der US-amerikanische Polarforscher Lincoln Ellsworth fotografierte es bei einem Überflug am 23. November 1935. Diese Luftaufnahmen dienten Ellworths Landsmann W. L. G. Joerg der kartografischen Erfassung. Erstmals besucht wurde das Tal im Jahr 1936 von Teilnehmern der British Graham Land Expedition (1934–1937) unter der Leitung des australischen Polarforschers John Rymill. Benannt ist es nach den hier nur rudimentär vorhandenen Eis- und Schneemengen, die infolge von Abschmelzungen (englisch ablation) verschwanden.